# Reelin’ in the Years
Reelin’ in the Years ist ein Song der Jazz-Rockband Steely Dan, der 1973 als zweite Single aus dem Album Can’t Buy a Thrill von 1972 veröffentlicht wurde. Er erreichte Platz 11 in den Billboard-Charts.

## Allgemeines
Das Lied wurde von Donald Fagen und Walter Becker geschrieben, Fagen singt den Titel, der im August 1972 aufgenommen wurde. Fagen bezeichnete das Lied im Rolling Stone Magazin als „dumm, aber effektiv“.
Jimmy Page von Led Zeppelin nannte das Gitarrensolo von Elliott Randall als sein Lieblingssolo aller Zeiten.

## Besetzung
- Donald Fagen – Klavier, Gesang
- Elliott Randall – Lead-Gitarre
- Denny Dias – Rhythmus-Gitarre
- Jeff Baxter – Rhythmus-Gitarre
- Walter Becker – Bass-Gitarre, Hintergrundgesang
- Jim Hodder – Schlagzeug, Hintergrundgesang
- Victor Feldman – Percussion

## Kommerzieller Erfolg

### Chartplatzierungen
| ChartsChartplatzierungen       | Höchstplatzierung | Wochen |
| ------------------------------ | ----------------- | ------ |
| Vereinigte Staaten (Billboard) | 11 (16 Wo.)       | 16     |

| ChartsJahrescharts (1973)      | Platzierung |
| ------------------------------ | ----------- |
| Vereinigte Staaten (Billboard) | 68          |

### Auszeichnungen für Musikverkäufe
| Land/Region                  | Auszeichnungen für Musikverkäufe (Land/Region, Auszeichnung, Verkäufe) | Verkäufe |
| ---------------------------- | ---------------------------------------------------------------------- | -------- |
| Neuseeland (RMNZ)            | Platin                                                                 | 30.000   |
| Vereinigtes Königreich (BPI) | Silber                                                                 | 200.000  |
| Insgesamt                    | 1× Silber · 1× Platin ·                                                | 230.000  |